# 28353 Chrisnielsen
28353 Chrisnielsen este un asteroid din centura principală de asteroizi.

## Descriere
28353 Chrisnielsen este un asteroid din centura principală de asteroizi. A fost descoperit pe 19 martie 1999 la Socorro, New Mexico, în cadrul proiectului LINEAR. Asteroidul prezintă o orbită caracterizată de o semiaxă mare de 2,24 ua, o excentricitate de 0,19 și o înclinație de 3,5° în raport cu ecliptica.